# Disphragis mullinsi
Disphragis mullinsi is een vlinder uit de familie van de tandvlinders (Notodontidae). De wetenschappelijke naam van de soort is, als Heterocampa mullinsi, voor het eerst geldig gepubliceerd in 1910 door William Schaus.

## Type
- syntypes: "males en females"
- instituut: USNM Smithsonian Institution, Washington, U.S.A.
- typelocatie: "Costa Rica, Juan Vinas, Tuis, Sixola"[2]